# Shuanggudui
Shuanggudui (chino simplificado: 双古堆; chino tradicional : 雙古堆; pinyin: Shuānggŭduī) es un sitio arqueológico situado cerca de Fuyang, en la provincia china de Anhui. La tumba de Shuanggudui n.º 1, que pertenece a Xiahou Zao (夏侯灶), el segundo marqués de Ruyin (汝陰侯), fue sellada en el año 165 a. C. en la temprana dinastía Han (206 a. C. - 220 d. C.). Excavada en 1977, se encontró que contenía un gran número de textos escritos en tablillas de bambú, incluidos fragmentos del Clásico de poesía y los Elegías de Chu, un texto sobre ejercicios de respiración, una «tabla del año» (年表) que relata los acontecimientos históricos, un manual sobre perros, una versión del I Ching (Yijing) que difiere de la recibida y artefactos como la tabla cósmica más antigua conocida, un instrumento adivinatorio. Al igual que los Textos de Mawangdui y los Textos de Guodian, otras dos tumbas de la zona del antiguo estado Chu, el hallazgo de Shuanggudui ha arrojado gran luz sobre la cultura y las prácticas de la primera dinastía Han.

## Excavación e identificación

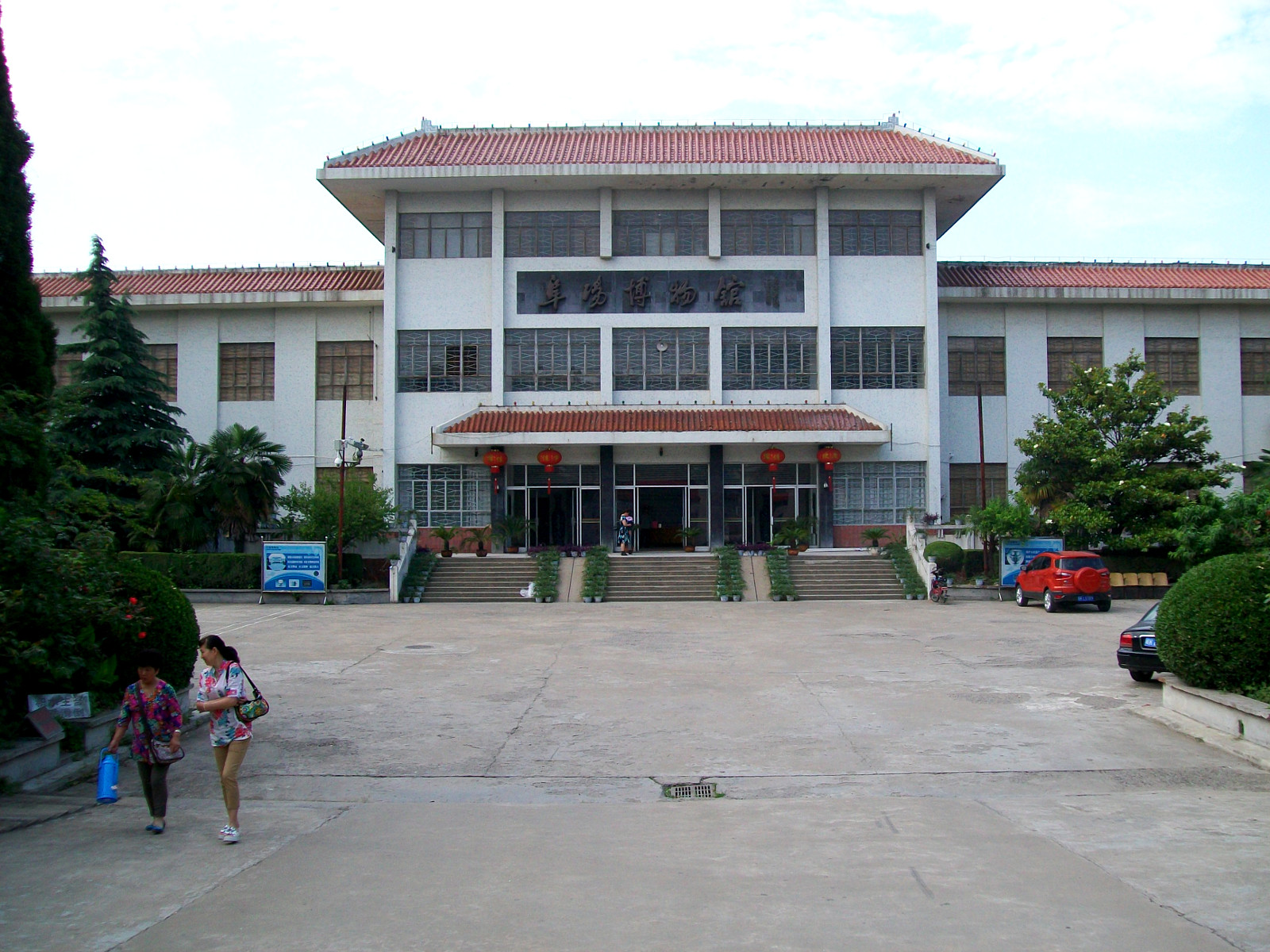
Museo de la ciudad de Fuyang.

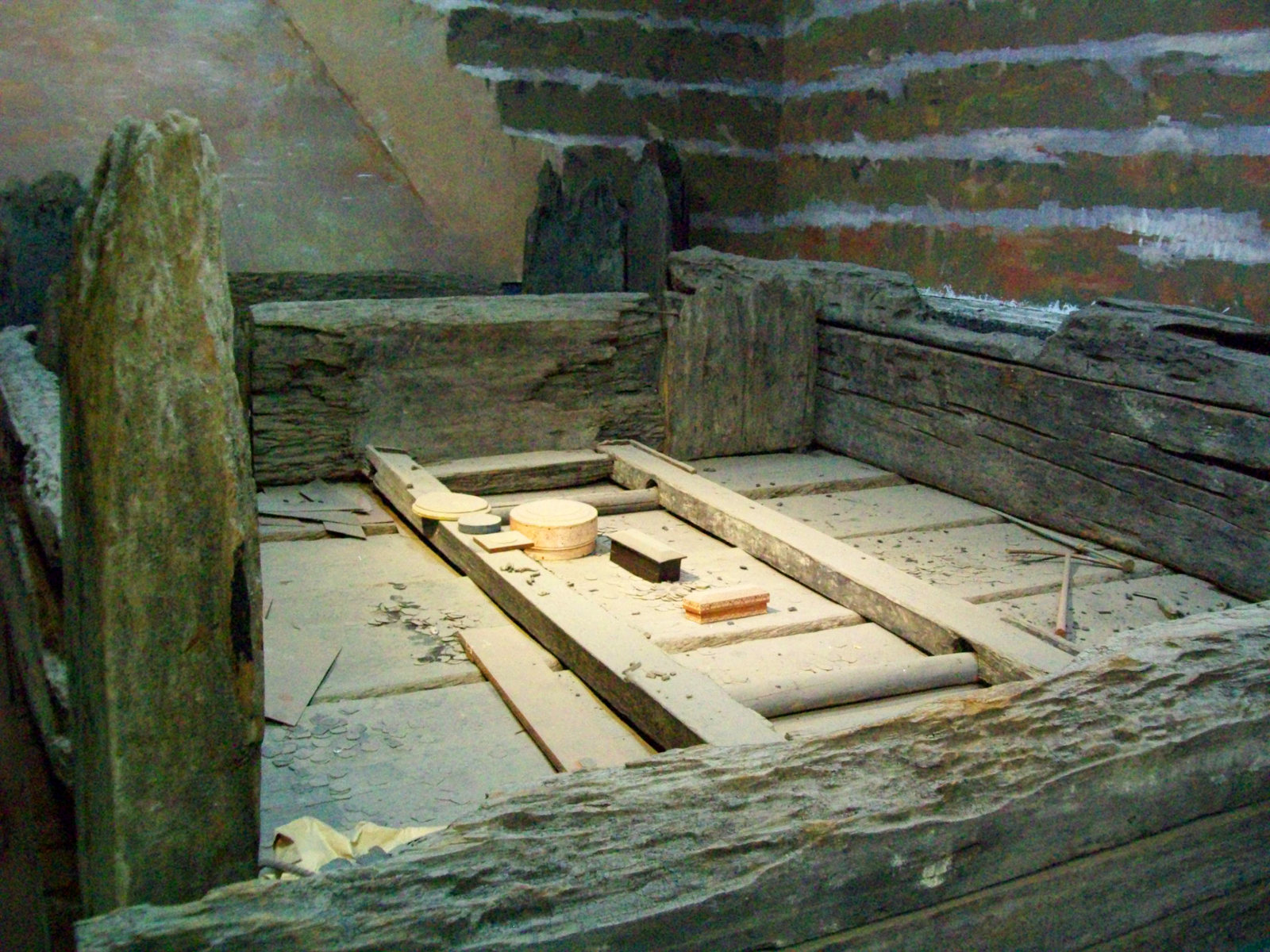
Tumba de Xiahou Zao (frente), ahora ubicada en el museo local de Fuyang.

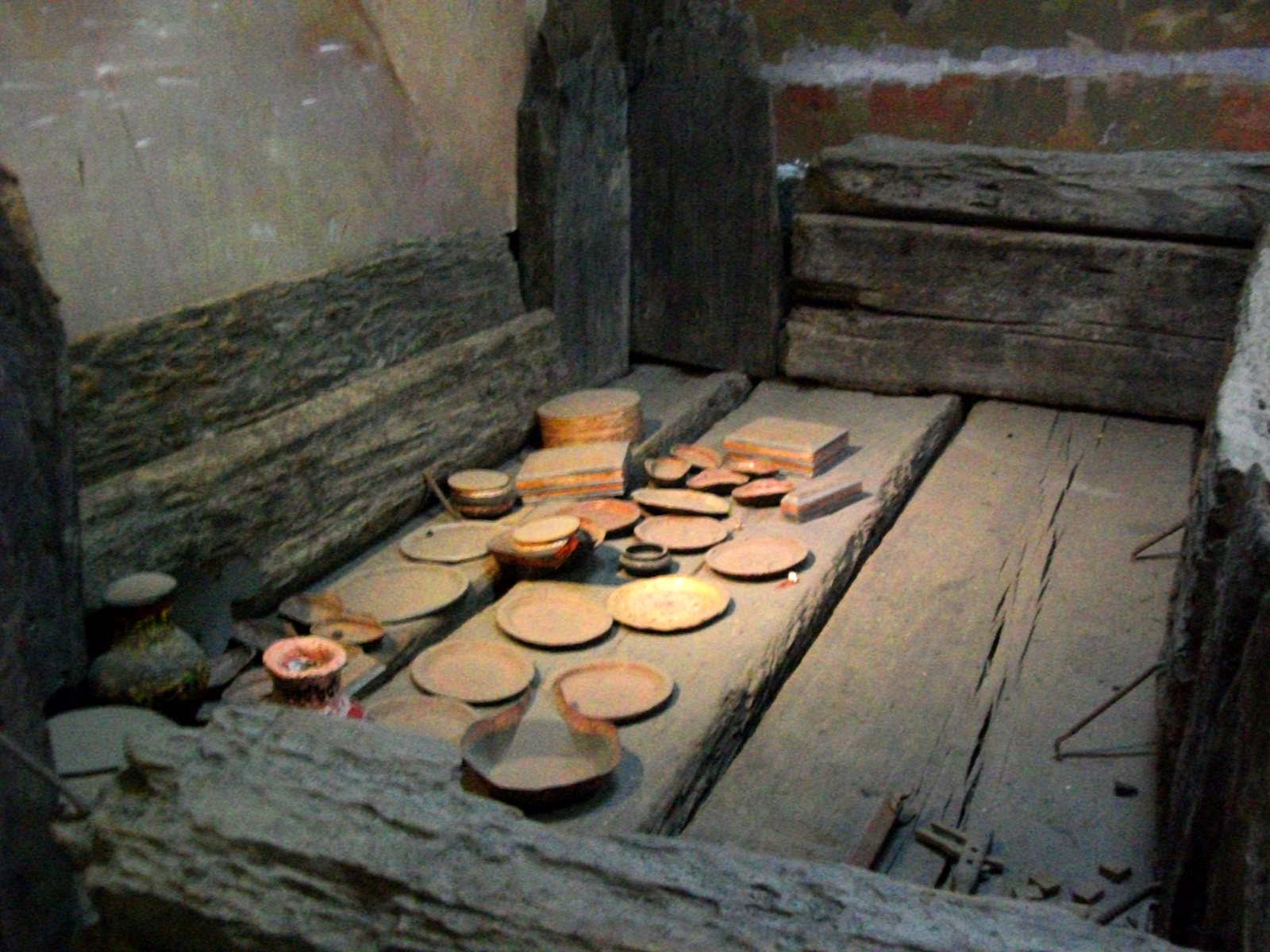
Tumba de Xiahou Zao (parte trasera). El sitio de la tumba de Xiahou Zao se hizo conocido como Shuanggudui.

Shuanggudui (双古堆, literalmente «túmulos antiguos emparejados») fue excavado en julio de 1977 durante la ampliación del aeropuerto municipal de Fuyang en la provincia de Anhui, China. Situado a unos tres kilómetros de Fuyang en ese momento, se sabe que el sitio contenía tumbas antiguas, pero no está claro si la excavación fue planeada de antemano o se hizo apresuradamente justo cuando comenzó la construcción. La excavación fue supervisada por dos arqueólogos del Equipo de búsqueda de reliquias arqueológicas de la provincia de Anhui, que descubrieron dos tumbas, una de las cuales (la Tumba 1, al este) contenía textos y artefactos. Una rampa de 4,1 metros de ancho condujo a la cámara del ataúd que mide 9,2 metros de norte a sur por 7,65 metros de este a oeste, aproximadamente la mitad del área de la Tumba 3 más famosa que se había descubierto en Mawangdui en 1973.
Algunos de los artefactos de bronce encontrados en la Tumba 1, estaban marcados con el nombre del ocupante de la tumba Ruyin Hou (女［汝］陰侯), que significa «Señor de Ruyin». Este título se había concedido por primera vez a Xiahou Ying (m. 172 a. C.), que había ayudado a Liu Bang (r. 202-195 a. C.) a establecer la dinastía Han. Los arqueólogos han identificado la tumba como perteneciente al hijo de Ying, Xiahou Zao, el «segundo Señor de Ruyin». Poco se sabe de él, excepto que murió siete años después que su padre. Por lo tanto, se cree que la tumba fue sellada en el año 165 a. C., el decimoquinto año del reinado del emperador Wen de Han.

## Artefactos

### Tablas cósmicas
La tumba de Shuanggudui contenía las primeras tablas de adivinación conocidas (shi 式), o «cosmógrafos», instrumentos de adivinación que fueron ampliamente utilizados durante la dinastía Han (206 a. C. - 220 d. C.). Estas dos tablas astrológicas lacadas consisten en un disco móvil —de 9,5 centímetros de diámetro— que representa los Cielos, montados sobre una base cuadrada —de 13,5 por 13,5 centímetros— que representa la Tierra. El centro de la parte superior circular representa las siete estrellas de la Osa Mayor —que se consideraba una poderosa deidad astral—, mientras que el borde tanto del disco como de la base cuadrada está inscrito con signos astrocalendricos que ayudaban a realizar la adivinación. Donald Harper, que escribió sobre este artefacto poco después de su descubrimiento, argumentó que debería llamarse «tablero cósmico» porque es «tan obviamente un modelo mecanicista del propio cosmos».
El uso de tales tableros se describe o alude en muchos textos chinos antiguos como Chu Ci, Han Feizi, Huainanzi y algunos textos militares. El adivinador rotaría el disco hasta que el carro apuntase en una dirección elegida, generalmente correspondiente a la fecha actual. Luego encontraría una respuesta a su pregunta por medio de cálculos numerológicos. Se suponía que la manipulación de este modelo en miniatura del cosmos traería poder a su usuario.
La yuxtaposición numérica en la parte interna y redonda del tablero se correlaciona con el diseño de Luoshu, que se suponía que había sido inventado en las Seis Dinastías (220–589). Esta es la fecha más antigua del cuadrado mágico Luoshu.«Las inscripciones ... parecen pertenecer a ... la 'Circulación de Taiyi entre los Nueve Palacios' (Taiyi xing jiugong 太 一行 九宮)».

### Otros objetos
Los bienes más valiosos que fueron enterrados con el ocupante de la tumba, habían sido robados durante mucho tiempo antes de que los arqueólogos excavaran la tumba en 1977. Además de las dos tablas cósmicas, se encontraron muchos recipientes lacados, así como instrumentos musicales de terracota, armas metálicas —la mayoría de bronce con algunas realizadas en hierro— y una serie de artefactos de bronce como un espejo, una lámpara y un caldero.

## Textos

### Tablillas de bambú
Los ladrones que saquearon la tumba a finales del siglo II, sacaron las tablillas de bambú del cesto lacado —también de bambú— en el que habían sido colocadas y las dejaron en el suelo de la cámara funeraria. La propia cámara se derrumbó más tarde, rompiendo las tablillas, y el agua fangosa las cubrió, convirtiéndolas finalmente en «hojas finas de papel, fundidas en grupos por la presión del suelo». El mayor de los tres grupos era de unos 25 centímetros de largo por 10 centímetros de ancho y 10 centímetros de alto. Para complicar las cosas, la excavación de 1977 tuvo lugar bajo una fuerte tormenta de lluvia, y la bomba que los excavadores usaron para quitar el barro de la cámara del ataúd, también bombeó otros fragmentos de tablillas de bambú.
Un equipo dirigido por Han Ziqiang (韩自强) del museo local de Fuyang y Yu Haoliang (于 豪 亮 ; 1917–1982) de la Oficina Estatal de Reliquias Culturales en Beijing tardó casi dos años en separar los fragmentos sobrevivientes. Primero eliminaron el lodo de los grupos sumergiéndolos en una «solución de vinagre débil», luego los hornearon para eliminar la humedad. A continuación, separaron los fragmentos delgados y extremadamente frágiles de las tiras de los grupos uno por uno y fotografiaron cada pieza. El historiador Edward L. Shaughnessy, quien ha trabajado en algunos de los textos de Shuanggudui, considera «milagroso» que se hayan podido reconstruir a partir de un material tan dañado.
Después de la muerte de Yu Haoliang en 1982, Hu Pingsheng (胡平生) lo reemplazó al frente del equipo. Fueron Hu y Han Ziqiang quienes editaron los textos para su publicación.

### Clásico de los Cambios
El texto más largo que se encuentra en Shuanggudui es una versión incompleta del I Ching, o Clásico de los Cambios, en 752 fragmentos que contienen 3.119 caracteres. El hexagrama y las declaraciones de línea del texto Shuanggudui se asemejan mucho a la versión recibida, pero está demasiado fragmentado para reconstruir el texto completo de un solo hexagrama o incluso la secuencia en la que se presentaron.
Casi dos tercios de este Shuanggudui del I Ching consisten en «declaraciones de adivinación formulaica» que no están presentes ni en el I Ching recibido, ni en la versión que se encontró en Mawangdui que también fue sellada en la década de 160 a. C. Edward Shaughnessy ha formulado la hipótesis de que las declaraciones de línea del Clásico de los Cambios recibido, pueden haberse originado en declaraciones de adivinación similares pero más antiguas.

### Clásico de poesía
Más de 170 fragmentos del Clásico de poesía o Shijing, para un total de 820 caracteres, también han sido encontrados en Shuanggudui. Estos fragmentos son más largos y han sido estudiados más extensamente que otras versiones incompletas del Shijing encontradas en tumbas antiguas como los textos de Guodian (tumba sellada alrededor del 300 a. C.) y Mawangdui (168 a. C.).
La versión de Shuanggudui contiene porciones de 65 canciones de la sección «Aires de Estados» (Guofeng 國風) y 4 de la sección «Xiaoya» 小雅. Aunque los títulos de las canciones son los mismos que los de la versión recibida, el texto varía sustancialmente del de las otras versiones primeras de la dinastía Han. Como cada tablilla contenía una estrofa (zhang 章), los caracteres se escribían más pequeños cuando una estrofa larga tenía que caber en una sola tira.

### Cangjiepian
Llamado así por Cangjie el mítico inventor de la escritura china, el Cangjiepian o Manual de Palabras de Cang Jie fue uno de los primeros caracteres chinos. Fue compilado por primera vez por Li Si (ca. 280-208 a. C.) —un importante estadista de la dinastía Qin que quiso usarlo para apoyar sus políticas de unificación del lenguaje— y más tarde lo amplió con otras dos obras.
La versión Shuanggudui cuenta con 541 caracteres, un poco menos del 20 por ciento de la obra completa. Es más larga y más legible que los fragmentos de la misma obra que se encontraron en Juyan 居延 —en los confines de  Mongolia Interior y  Gansu—, y entre los manuscritos de Dunhuang. Su presencia en varias de las primeras tumbas de la dinastía Han muestra que el Cangjiepian «era, si no un manual común para la instrucción elemental, al menos no era una obra rara».

### Wanwu
El texto que los editores chinos han titulado «Un sinfín de cosas» o «Diez mil cosas» (Wanwu 萬物) es una extensa lista de sustancias naturales que los historiadores de la medicina tradicional china ven como un precursor de la posterior fitoterapia china, o de la literatura sobre materia médica como el Shennong Ben Cao Jing, explica cómo utilizar algunas sustancias con fines curativos, pero también contiene información técnica sobre cómo atrapar animales o expulsar alimañas. En palabras del historiador Donald Harper, esta obra «cataloga la curiosidad humana sobre los productos de la naturaleza», señalando entre otras cosas que la pinellia pueden engordar a los cerdos y que «un tubo de garganta de caballo puede utilizarse para respirar bajo el agua». Los nombres de las drogas y enfermedades encontradas en el Wanwu se corresponden con los encontrados en las recetas del Wushi'er Bingfang, un texto que data de alrededor del 200 a. C. y que fue enterrado en una tumba en Mawangdui en el 168 a. C. Estas y otras correspondencias entre los dos textos muestran que el mismo conocimiento de las drogas circulaba tanto en la región sur de Chu (Mawangdui), como en el valle del río Yangtsé (Shuanggudui).

### Anales históricos
El más fragmentado y gravemente dañado de los textos encontrados en Shuanggudui es un texto que los editores chinos han llamado «Tabla» (biao 表), una recopilación de anales de acontecimientos desde aproximadamente el 850 hasta finales del siglo III a. C., es decir, desde finales de la dinastía Zhou Occidental hasta el Período de Primaveras y Otoños y los Reinos Combatientes. Algunas de las tablillas todavía llevan los marcadores horizontales que dividen el texto en filas. La existencia de esta «Tabla» cronológica a principios del siglo II a. C. muestra que Sima Qian no inventó este modo de representación histórica, como a menudo da la impresión en su obra maestra Shiji.

### Ejercicios respiratorios
Un texto incompleto sobre ejercicios de respiración también fue excavado en Shuanggudui. Los editores modernos lo han llamado Xingqi 行氣, Qí. Junto con textos similares encontrados en Mawangdui, Zhangjiashan, y Shuihudi, testifica la extendida existencia de prácticas gimnásticas en tiempos de la dinastía Han.

### Manual sobre perros
La tumba también contenía un Clásico para la fisiognomía de los perros (Xiang Gou Jing 相狗經), «un texto para evaluar las cualidades de los perros». Se ha comparado con otro texto de Yinqueshan —tumba sellada en la segunda mitad del siglo II a. C.— y con un trabajo sobre la fisiognomía de los caballos que fue excavado de una tumba en Mawangdui —sellada en 168 a. C.—-.

### Otros fragmentos
También se encontraron en la tumba fragmentos de los textos siguientes:
- Ocho tablillas de bambú con 56 caracteres de los «Capítulos misceláneos» (Zapian 雜篇) del  Libro de Zhuangzi.[47]
- Un manual para funcionarios del gobierno que los editores modernos han llamado Zuowu Yuancheng 作務員程, o Per Capita Rate for Work Duties (en inglés).[1] Este manual da las «tasas estándar de trabajo para las diferentes tareas que deben ser llevadas a cabo por los agricultores y artesanos».[48]
- Almanaques (rishu 日書 o «libros de día») y otros textos adivinatorios similares a los que se encontraron en otras tumbas como la de Yinqueshan.[49]
- Noventa y seis tablillas con un texto que se asemeja al Chunqiu Shiyu 春秋事語 (Historias y dichos de la primavera y el otoño) excavado en Mawangdui.[1]
- Tres «tableros de madera» (du 牘) cada uno con la tabla de contenido de un libro. Uno es el Chunqiu Shiyu, y el más completo se llama Rujiazhe Yan 儒家者言 (Dichos de la Escuela Ru), cercano en contenido al Kongzi Jiayu 孔子家語 del siglo III, (Dichos de la Escuela de Confucio), que ha sido transmitido hasta el presente.[1]